# Йохан III фон Раполтщайн
Йохан III (II) фон Раполтщайн (на немски: Johann III (II) von Rappoltstein; * пр. 1309; † пр. 25 май 1362) е фрайхер, господар на Раполтщайн (днес Рибовил, на френски: Ribeauvillé) в Елзас.

## Произход
Той е най-големият син от десетте деца на Хайнрих III фон Раполтщайн († 1312/1313) и съпругата му графиня Сузана фон Геролдсек († 1308), дъщеря на граф Буркард VI фон Геролдсек († сл. 1322) и Сузана фон Финстинген († сл. 1299), дъщеря на Бруно фон Финстинген († 1270). Брат е на Хайнрих V фон Раполтщайн († 27 май 1318), господар на Раполтщайн, фрайхер Херман фон Раполтщайн († сл. 1321), капитулар в Страсбург, и Улрих фон Раполтщайн († сл. 1333), в свещения орден в Дорлисхайм.

## Фамилия
Йохан III (II) фон Раполтщайн се жени пр. 9 август 1318 г. за Елизабет фон Геролдсек-Лар († 17 февруари 1341), дъщеря на граф Валтер IV фон Геролдсек († 1355) и Елизабет фон Лихтенберг († сл. 1314), дъщеря на Йохан I фон Лихтенберг († 1315) и Аделхайд фон Верденберг († 1343). Те имат десет деца:
- Йохан IV фон Раполтщайн (* пр. 1337; † сл. 1368)
- Хайнрих фон Раполтщайн (* пр. 1320; † сл. 1358), фрайхер
- Улрих IV фон Раполтщайн († между 11 юли и 5 септември 1377), фрайхер, господар на Раполтщайн и Хоенак, женен I. ок. 1348 г. за Херцеланда (Ловелина) фон Фюрстенберг-Филинген († между 19 август 1362 и 14 февруари 1364), II. пр. 14 февруари 1364 г. за Маргарета от Лотарингия († сл. 9 август 1376), III. сл. 9 август 1376 г. за Кунигунда фон Геролдсек († 1403)
- Елизабет фон Раполтщайн († 25.10.13??)
- Бруно фон Раполтщайн († 13 май 1398), господар на Раполтщайн, Рибопиер-Дампиер, женен I. на 21 март 1363 г. за Йохана фон Бламонт († между 29 април 1378 и 17 март 1381), II. пр. 5 септември 1381 г. за Анна (Агнес) дьо Грандсон († между 30 ноември 1392 и 9 май 1393)
- София фон Раполтщайн
- Хуг (Хуголин) фон Раполтщайн (* пр. 1360; † 29 май 1387), фрайхер
- Елизабет фон Раполтщайн († 1397)
- Аделхайд фон Раполтщайн († 1388)
- дъщеря фон Раполтщайн († сл. 1368), вероятно незаконна, омъжена за граф Валрам III фон Тирщайн († 22 май 1403)